# 克里斯托夫·德·马尔热里
克里斯托夫·德·马尔热里（法語：Christophe de Margerie，法語發音：[kʁistɔf də maʁʒəʁi]；1951年8月6日—2014年10月20日）是一位法國企業家。

## 生平
2007年2月14日起擔任道達爾CEO，2010年5月21日起擔任道達爾總裁。2014年10月20日，其搭乘的私人飛機在莫斯科伏努科沃國際機場起飛時與除雪車相撞身亡。